# Пітруфкен
Пітруфкен (ісп. Pitrufquén) — місто в Чилі. Адміністративний центр однойменної комуни. Населення - 13 420 осіб (2002). Місто і комуна входить до складу провінції Каутин і регіону Арауканія.
Територія комуни – 580,7 км². Чисельність населення - 23 331осіб (2007). Щільність населення - 40,18 чол./км².

## Розташування
Місто розташоване за 29 км на південь від адміністративного центру області міста Темуко.
Комуна межує:
- на півночі - з комунами Фрейре, Теодоро-Шмідт
- на сході - з комуною Вільяррика
- на півдні - з комунами Лонкоче, Горбеа
- на заході - з комуною Тольтен

## Демографія
Згідно з даними, зібраними в ході перепису Національним інститутом статистики, населення комуни становить 23 331 особу, з яких 11 543 чоловіки та 11 788 жінок.
Населення комуни становить 2,49% від загальної чисельності населення області регіону Арауканія.. 38,84% належить до сільського населення та 61,16% - міське населення.